# Светско првенство у пливању 2013 — штафета 4 х 200 метара слободно за жене
Такмичење у дисциплини 4 х 200 метара слободно за жене на Светском првенству у пливању одржано је 1. августа 2013. у дворани Сант Ђорди у Барселони.

## Рекорди пре почетка такмичења
(28. јул 2013.)
| Рекорд                     | Држава                                                                                     | Резултат | Место | Датум         |
| -------------------------- | ------------------------------------------------------------------------------------------ | -------- | ----- | ------------- |
| Светски рекорд             | Кина · Јанг Ју (1:55,47) · Џу Ћанвеј (1:55,79) · Љу Ђинг (1:56,09) · Панг Ђајинг (1:54,73) | 3:31,72  | Рим   | 30. јул 2009. |
| Рекорд светских првенстава | Кина · Јанг Ју (1:55,47) · Џу Ћанвеј (1:55,79) · Љу Ђинг (1:56,09) · Панг Ђајинг (1:54,73) | 3:31,72  | Рим   | 30. јул 2009. |

## Резултати

### Квалификације
Квалификације су одржане у 11:15 по локалном времену.
| Пласман | Група | Стаза | Такмичарке                                                                                                 | Држава       | Време   | Белешке |
| ------- | ----- | ----- | --- | ------------ | ------- | ------- |
| 1       | 1     | 3     | Је Шивен (1:57,43) Шао Јивен (1:57,69) Гуо Ђуенђуен (1:58,26) Џанг Венћинг (1:59,12)                       | Кина         | 7:52,50 | КВ      |
| 2       | 1     | 4     | Бритни Елмсли (1:57,70) Ема Макион (1:58,24) Ејми Мацуо (1:58,61) Алиша Кутс (1:58,14)                     | Аустралија   | 7:52,69 | КВ      |
| 3       | 2     | 4     | Челси Шено (1:58,95) Карли Биспо (1:57,74) Медлин Дирадо (1:58,48) Џордан Матерн (1:57,86)                 | САД          | 7:53,03 | КВ      |
| 4       | 2     | 2     | Мелани Коста (1:57,90) Патрисија Кастро (1:59,27) Беатриз Гомез Кортес (1:59,25) Миреја Белмонте (1:58,48) | Шпанија      | 7:54,90 | КВ      |
| 5       | 2     | 5     | Шарлот Боне (1:58,31) Милен Лазар (1:59,81) Изабел Мабу (2:01,14) Корали Балми (1:57,12)                   | Француска    | 7:56,38 | КВ      |
| 6       | 1     | 5     | Саманта Шевертон Барбара Жарден Бритни Маклин Савана Кинг                                                  | Канада       | 7:56,64 | КВ      |
| 7       | 2     | 6     | Чихиро Игараши Харука Уеда Јаскуко Мијамото Аја Такано                                                     | Јапан        | 7:56,98 | КВ      |
| 8       | 2     | 3     | Аличе Мицау Мартина де Меме Дилета Карли Федерика Пелегрини                                                | Италија      | 7,57,41 | КВ      |
| 9       | 1     | 6     | Викторија Андрејева Вероника Попова Марија Баклакова Ксенија Јускова                                       | Русија       | 7:59,12 |         |
| 10      | 2     | 7     | Жесика Каваљеиро Мануела Лирио Лариса Оливеира Каролина Кеироз                                             | Бразил       | 8:09,47 |         |
| 11      | 1     | 7     | Лилијана Ибањез Фернанда Гонзалез Рита Медрано Сусана Ескобар                                              | Мексико      | 8:11,56 |         |
| 12      | 1     | 2     | Ква Тинг Вен Линет Лим Лим Сјанг Ћи Мајлин Онг Чуи Бин                                                     | Сингапур     | 8:15,91 |         |
| 13      | 2     | 1     | Парк Џин-Јунг Хванг Сео-Џин Ан Се-Хјеон Хан На-Кјеонг                                                      | Јужна Кореја | 8:32,98 |         |

### Финале
Финале је одржано у 19:40 по локалном времену.
| Пласман | Стаза | Такмичарке                                                                                   | Држава     | Време   | Белешке |
| ------- | ----- | -------------------------------------------------------------------------------------------- | ---------- | ------- | ------- |
|         | 3     | Кејти Ледеки (1:56,32) Шенон Вриланд (1:56,97) Карли Биспо (1:57,58) Миси Френклин (1:54,27) | САД        | 7:45,14 |         |
| 2       | 5     | Бронти Барат (1:57,04) Кајли Палмер (1:56,29) Бритни Елмсли (1:56,42) Алиша Кутс (1:57,33)   | Аустралија | 7:47,08 |         |
| 3       | 2     | Камиј Мифа (1:56,45) Шарлот Боне (1:56,81) Милен Лазар (1:59,15) Корали Балми (1:56,02)      | Француска  | 7:48,43 |         |
| 4       | 4     | Је Шивен Шао Јивен Гуо Ђуенђуен Ћу Јухан                                                     | Кина       | 7:49,79 |         |
| 5       | 6     | Мелани Коста Патрисија Кастро Миреја Белмонте Беатри Гомез Кортес                            | Шпанија    | 7:53,20 |         |
| 6       | 7     | Саманта Шевертон Барбара Жарден Бритни Маклин Савана Кинг                                    | Канада     | 7:55,48 |         |
| 7       | 8     | Аличе Мицау Мартина ди Меме Дилета Карли Федерика Пелегрини                                  | Италија    | 7:57,91 |         |
| 8       | 1     | Чихиро Игараши Харука Уеда Јасуко Мијамото Аја Такано                                        | Јапан      | 7:58,15 |         |